# Luis Agote
Luis Agote (22. září 1868 Buenos Aires – 12. listopadu 1954 Turdera) byl argentinský lékař, specialista v oboru hematologie.
Byl synem ministra financí Pedra Franciska Agoteho. V roce 1893 získal diplom z medicíny na Univerzitě v Buenos Aires. Vedl leprosárium na ostrově Martín García a pak pracoval v Rawsonově nemocnici v Buenos Aires. Zde provedl 9. listopadu 1914 první nepřímou transfuzi lidské krve, při níž použil citronan sodný jako prostředek proti srážení krve. Svůj objev poskytl světu bez nároku na patentovou ochranu, aby umožnil zachránit co nejvíce životů v probíhající první světové válce. Po válce proběhl spor o prvenství s Belgičanem Albertem Hustinem a Američanem Richardem Lewisohnem, kteří nezávisle na Agotem dospěli ke stejným výsledkům.
V letech 1915 až 1929 byl Agote řádným profesorem Univerzity v Buenos Aires. Byl také poslancem a senátorem provincie Buenos Aires a zasloužil se o vzdělávací a sociální reformu. Byl mu udělen chilský Řád za zásluhy a jeho jméno nese čtvrť Barrio Agote ve městě Rosario. Věnoval se i literární činnosti, vydal básnickou sbírku Ilusión y realidad a studii o císaři Neronovi z pohledu moderní medicíny. Je pochován na hřbitově Recoleta v Buenos Aires.